# Souran
Souran, Sourane ou Suran est une ville syrienne située dans le district de Hama.
Durant la guerre civile syrienne, Souran est une ville disputée entre les rebelles et les loyalistes. Elle est prise par les rebelles le 31 août 2016. La ville est cependant reprise par les loyalistes en avril 2017, lors de l'offensive de Hama.